# Pupoides albilabris
Espèce
Synonymes
Pupoides marginatus Pfeiffer, 1839
Pupoides albilabris est une espèce de mollusques terrestres pulmonés de distribution panaméricaine, de la famille des Pupillidae.

## Description
Pupoides albilabris possède une coquille finement perforée, oblongue, s’amenuisant très progressivement depuis son dernier tour jusqu’à son extrémité obtuse. Sa couleur est fauve. Elle est formée d’environ 6 tours, le dernier formant le tiers de la longueur de la coquille. Les tours sont fortement convexes, leur suture marquée, le dernier demi-tour étant compressé latéralement et s’amenuisant pour former une base arrondie aiguë. L’ouverture est ovale. Le péristome blanc est réfléchi, large, aplati, presque bilabié. La bordure extérieure de l’ouverture est plus fortement arquée à proximité de son insertion supérieure. Le callus pariétal est transparent, portant un tubercule peu avancé rejoignant la bordure extérieure de l’ouverture. La longueur moyenne est de 5 mm pour une largeur de 2,2 mm,.
La localité-type sont les plaines du Haut Missouri.

## Sous-espèces
Trois différentes formes sont décrites :
- Pupoides albilabris albilabris, la forme nominale, rencontrée au nord du Mexique, dans les États-Unis d’Amérique et dans les principales îles des Grandes Antilles[3] ;
- Pupoides albilabris nitidulus, forme proprement caribéenne, qui se distingue par sa taille plus petite, comprise entre 3,6 et 4,3 mm, ainsi que par le faible développement voire l’absence du caractère anguleux du péristome[3] ;
- Pupoides albilabris peruvianus, variété connue du désert péruvien[4].

## Distribution
Pupoides albilabris est une espèce à large distribution, rencontrée depuis le nord du Mexique, dans toutes les plaines nord-américaines et sur la côte est, de la région des Grands Lacs jusqu’à la Floride, ainsi que dans les Bermudes et les Grandes Antilles,.
Pupoides albilabris nitidulus est connue de l’ensemble des Grandes Antilles, des îles Vierges, de certaines îles des Bahamas et des îles Turks et Caïques, ainsi que dans le nord des Petites Antilles jusqu’à la Guadeloupe. Cette variété est également présente sur les îles du sud de la Caraïbe et au Venezuella ,.
Pupoides albilabris peruvianus n’est rapporté que du Pérou.

## Statut d’indigénat et abondance
Pupoides albilabris est un escargot commun des plaines nord-américaines, qui est fréquemment rencontré dans les dépôts préhistoriques ou plus anciens des États-Unis. De la même façon, Pupoides albilabris peruvianus a été reconnu dans les dépôts fini-pléistocènes du désert d’Atacama.
Le statut caractère indigène ou introduit du taxon est incertain dans la Caraïbe. Il est indéterminé en Jamaïque, tandis que l’espèce est jugée introduite à Cuba. Elle est supposée de même à Porto-Rico, sur la base d’une distribution limitée à quelques stations situées à la périphérie de l’île. Dans les Petites Antilles, l’espèce est réputée rare dès le XIXe siècle. Elle n’est connue que par des coquilles vides recueillies dans un nombre limité de stations, comme à St Christophe, Saint Martin, ou en Guadeloupe,, lorsqu’il ne s’agit pas uniquement de spécimens récoltés anciennement, comme à St Barthélemy. La collecte de coquille dans l'un des paléosols enfouis dans les dépôts de pente du Quill, à Saint-Eustache, et dont l'âge précéderait le peuplement humain de l'archipel, suggère toutefois que la variété caribéenne est indigène des Petites Antilles.

## Écologie
Pupoides albilabris est un escargot calcicole, bien que l’espèce puisse occasionnellement être rencontrée sur des terrains non calcaires. L'animal se rencontre sous les cailloux ou à la base des herbes dans les sol bien drainés et ensoleillés et, parfois et à la suite de pluies, sur les premières hauteurs des troncs. Cet escargot se rencontre également dans la litière ou les accumulations végétales sur substrat rocheux, ainsi que dans les vieilles prairies des environnements secs. Il est parfois rencontré dans les forêts riveraines des plaines de l’Ouest des États-Unis.